# Estación de Nogent-sur-Seine
La estación de Nogent-sur-Seine es una estación ferroviaria francesa situada en la comuna homónima, en el departamento del Aube, en la región de Champaña-Ardenas. Por ella transitan tanto trenes de media distancia como regionales. 

## Historia
La estación fue abierta en 1848 en un tramo que posteriormente sería recomprado por la Compañía de Ferrocarriles del Este e integrado en el trazado de la línea París - Mulhouse.

## Descripción
La estación, situada en una zona industrial, se compone de dos andenes laterales y de dos vías, a las que se añaden más vías de garaje. El tramo en el que se encuentra la estación no está electrificado por lo que los trenes que acceden a la misma suelen ser diésel. 

## Servicios ferroviarias

### Media Distancia
A través de sus Intercités, la SNCF une París con Troyes.

### Regionales
Los trenes regionales que circulan por la estación unen Longueville con Troyes vía Nogent y Romilly. 